# میرچئا دراگان
میرچئا دراگان (رومانیایی: Mircea Drăgan؛ ‏ تلفظ رومانیایی: [ˈmirt͡ʃe̯a]؛ ‏ ۳ اکتبر ۱۹۳۲ – ۳۱ اکتبر ۲۰۱۷) کارگردان فیلم اهل رومانی بود.
از فیلم‌هایی که وی در آن‌ها نقش داشته‌است، می‌توان به انفجار و استفن کبیر - واسلویی ۱۴۷۵ اشاره نمود.